# Первая карабахская война
Пе́рвая караба́хская война́ (азерб. Birinci Qarabağ müharibəsi, арм. Ղարաբաղյան առաջին պատերազմ), ранее называемая просто Караба́хской войно́й (азерб. Qarabağ müharibəsi, арм. Ղարաբաղյան պատերազմ, также арм. Արցախյան պատերազմ — Арца́хская война́), — активная фаза боевых действий между азербайджанскими и армянскими вооружёнными формированиями за контроль над Нагорным Карабахом и прилегающими территориями в 1992—1994 годах, часть более широкого этнополитического конфликта.

## Предыстория
В начале XX века Нагорный Карабах с преобладающим армянским населением дважды (в 1905—1907 и 1918—1920 гг.) становился ареной кровопролитных армяно-азербайджанских столкновений.
В 1918—1920 годы на контроль над Нагорным Карабахом претендовали Республика Армения и Азербайджанская Демократическая Республика, провозгласившие самостоятельность в ходе распада Российской империи. Созванный 22 июля 1918 года в Шуше Первый съезд армян Карабаха объявил Нагорный Карабах независимой административно-политической единицей и избрал собственное Народное правительство (с сентября 1918 г. — Армянский национальный совет Карабаха). Противостояние между войсками АДР и армянскими вооружёнными отрядами продолжалось в регионе вплоть до установления в Азербайджане советской власти. Вошедшие в Азербайджан в конце апреля 1920 года части 11-й Армии РККА во взаимодействии с азербайджанскими войсками заняли территорию Карабаха, Зангезура, Нахичевана. К середине июня 1920 года сопротивление армянских вооружённых отрядов в Карабахе с помощью советских войск было подавлено.
В 1921 году Кавбюро РКП(б) приняло постановление о статусе Нагорного Карабаха: «Исходя из необходимости национального мира между мусульманами и армянами и экономической связи Верхнего и Нижнего Карабаха, его постоянной связи с Азербайджаном, Нагорный Карабах оставить в пределах Азербайджанской ССР, предоставив ему широкую областную автономию с административным центром в г. Шуше, входящем в состав автономной области». В июле 1923 года районы Азербайджанской ССР с преимущественно армянским населением (Шушинский, Джебраильский и части Джеванширского и Зангезурского уездов) были объединены в автономное образование (Автономная область Нагорного Карабаха (АОНК), с 1937 года — Нагорно-Карабахская автономная область (НКАО).
Вопрос о передаче Нагорного Карабаха Армении время от времени поднимался армянским руководством, но не получал поддержки в центре. В 1960-е годы социально-экономическая напряжённость в НКАО несколько раз перерастала в массовые беспорядки.

## 1987—1991
До середины 1980-х годов требования изменения статуса НКАО редко становились достоянием широкой гласности, а любые действия в этом направлении немедленно подавлялись. Совсем другие возможности предоставила начатая М. Горбачёвым политика демократизации советской общественной жизни и ослабления политических ограничений. В 1987 — начале 1988 годов в регионе усилилось недовольство армянского населения своим социально-экономическим положением. Руководство АзССР обвиняли в сохранении экономической отсталости региона, пренебрежении развитием прав, культуры и самобытности армянского меньшинства в Азербайджане, создании искусственных преград для культурных связей между Нагорным Карабахом и Арменией.

В сентябре-октябре 1987 года, первый секретарь Шамхорского райкома Компартии Азербайджана М. Асадов вступает в конфликт с жителями Чардахлы (ныне Чанлибель), в связи с протестами жителей села против замены директора совхоза — армянина — азербайджанцем. В результате было учинено массовое избиение протестующих армян. В Ереване в связи с этим проходят демонстрации протеста.
Начиная с декабря 1987 года армяне, жившие в Чардахлы, были вынуждены покинуть родное село, фактически став первыми беженцами Карабахской войны, перебравшись, в основном, в Армянскую ССР.

Уже в начале октября 1987 года на митингах в Ереване, посвящённых экологическим проблемам, прозвучали требования передачи НКАО Армении, которые впоследствии были повторены в многочисленных обращениях, направлявшихся в адрес советского руководства.
Протестные настроения подогревались армянскими националистическими организациями, а действия зарождающегося национального движения умело организовывались и направлялись. Как отмечает Г. В. Старовойтова, в Нагорном Карабахе это движение «изначально контролировалось элитой старого типа (партийными функционерами, руководителями предприятий и т. п.), в то время как в Армении появилось новое руководство, открыто оппозиционное местной номенклатуре и правящему коммунистическому режиму в целом».
По оценкам российского политолога С. М. Маркедонова, в массовом сознании армянского общества борьба за права карабахских армян отождествлялась с борьбой за интересы всей Армении:

Борьба за присоединение НКАО интерпретировалась как борьба за «воссоединение» армянских этнических земель и восстановление исторической справедливости. В отличие от Грузии или прибалтийских республик, армянское этнонациональное движение, формировавшееся в конце 1980-х годов, не связывало напрямую борьбу за изменение статуса НКАО, присоединение её к Армении с противоборством с СССР, коммунистической системой или «имперскими силами» России. Исключением были организации армянских диссидентов-антикоммунистов, имевших богатый опыт противостояния советской системе. В 1987 году было создано Объединение национального самоопределения (ОНС) во главе с П. Айрикяном, которое выступало за восстановление «территориальной целостности Армении» (включение в её состав НКАО, Нахичевани, «турецкой» Армении) и дистанцирование от «империалистической России».

Руководство Азербайджанской ССР и Коммунистической партии Азербайджана, со своей стороны, пыталось урегулировать ситуацию, задействовав привычные командно-бюрократические рычаги, которые в новой ситуации оказались неэффективными. На дальнейшем развитии событий во многом сказалось взаимодействие основных социально активных групп населения республики. Российский исследователь Д. Фурман в 1994 году характеризовал их следующим образом:

Во-первых, это была маргинализированная городская «чернь» — плебс, вырванный из сельского, традиционно исламского образа жизни и ввергнутый в кишащие преступностью фабричные города. Склонная к бунту и фанатизму под действием какого-нибудь внешнего толчка (такого, как армянские акции), в более спокойные времена она была пассивна и безразлична к тому, какая бы власть ни правила ею. Эти «низы» скоро умножились с наплывом беженцев. Во-вторых, была бакинская интеллектуально-бюрократическая элита, всё более русифицированная в 60-е и 70-е гг. XX в. (некоторые бюрократы и интеллектуалы отлично говорили по-русски, но не столь хорошо по-азербайджански). Партийные и связанные с партией элиты боялись тёмного плебса и нередко направляли его гнев в русло погромов армян, а позднее — национальных военных усилий в Карабахе. В-третьих, существовал пантюркистский и прозападный слой азербайджанской интеллигенции — часто провинциальной и имевшей сельское происхождение, — вдохновляемой примером недолговечной Азербайджанской республики 1918—1920 гг.

20 февраля 1988 года внеочередная сессия народных депутатов НКАО обратилась к Верховным Советам Армянской ССР, Азербайджанской ССР и СССР с просьбой рассмотреть и положительно решить вопрос о передаче НКАО из состава Азербайджана в состав Армении. Как отмечает в своей книге «Чёрный сад» британский журналист Том де Ваал, именно с этого дня «началось медленное сползание к вооружённому конфликту». Уже 22 февраля погибли два человека в столкновении между азербайджанцами и армянами близ Аскерана, а 27-29 февраля произошёл армянский погром в Сумгаите, ставший поворотным пунктом в развитии межнационального конфликта. После сумгаитской трагедии началось выдавливание азербайджанцев из Армении и армян из Азербайджана. Летом и осенью 1988 года участились случаи насилия в НКАО, нарастал взаимный поток беженцев. К началу 1989 г. Армению были вынуждены покинуть почти все азербайджанцы; в свою очередь, почти все армяне покинули сельские районы Азербайджана (кроме территории НКАО). Армянское население Азербайджанской ССР сконцентрировалось в НКАО, Шаумяновском районе, четырёх сёлах Ханларского района (Чайкенд, Мартунашен, Азад и Камо) и в Баку (где оно в течение года сократилось более чем в четыре раза, до 50 тыс. человек).
12 января 1989 года в НКАО было введено прямое управление с образованием Комитета особого управления Нагорно-Карабахской автономной областью под председательством Аркадия Вольского, были приостановлены полномочия областных партийных и государственных органов, ограничены конституционные права граждан. В Армении и Нагорном Карабахе было введено чрезвычайное положение. В апреле-мае 1989 г. обстановка в регионе вновь обострилась в результате непрерывных и всё нарастающих акций «Карабахского движения», руководители которого перешли к тактике провоцирования столкновений армянского населения НКАО с внутренними войсками СССР и азербайджанцами. В районах компактного проживания армян на территории АзССР за пределами НКАО стали создаваться отряды самообороны из местных жителей.
Летом 1989 года Армянская ССР ввела блокаду Нахичеванской АССР. Народный фронт Азербайджана в качестве ответной меры объявил экономическую и транспортную блокаду Армении.
28 ноября 1989 года Комитет особого управления Нагорно-Карабахской автономной областью был упразднён. Его заменил так называемый Республиканский оргкомитет по НКАО, который возглавил второй секретарь ЦК КП Азербайджана Виктор Поляничко. В дальнейшем именно этот орган разрабатывал и осуществлял силами милиции, ОМОН и внутренних войск операции по депортации (выселению) армянского населения Нагорного Карабаха и соседних районов. Сессия Совета народных депутатов НКАО не признала Республиканский оргкомитет, что привело к созданию в НКАО двух центров власти, каждый из которых признавался лишь одной из конфликтующих этнических групп.
1 декабря 1989 года Верховный Совет Армянской ССР и Национальный Совет НКАО приняли совместное постановление о включении Нагорного Карабаха в состав Армении. Это привело к новым вооружённым столкновениям.
В начале января 1990 года были отмечены первые взаимные артиллерийские обстрелы на армяно-азербайджанской границе. 15 января чрезвычайное положение было введено в НКАО, приграничных с ней районах Азербайджанской ССР, в Горисском районе Армянской ССР, а также в пограничной зоне вдоль государственной границы СССР на территории Азербайджанской ССР. За осуществление этого режима отвечала Комендатура района чрезвычайного положения, в чьём подчинении находились приданные ей подразделения внутренних войск МВД СССР. Была приостановлена деятельность областного и районных советов народных депутатов НКАО, Нагорно-Карабахского обкома КПАз, партийных и всех общественных организаций и объединений во всей области, кроме населённого азербайджанцами Шушинского района. В Степанакерте в соседних зданиях (областного совета народных депутатов и обкома компартии Азербайджана) размещались продолжавший функционировать исполком упразднённого облсовета, Оргкомитет по НКАО и Комендатура района чрезвычайного положения.
13-18 января в результате армянских погромов в Баку, где к началу года оставалось уже лишь около 35 тыс. армян, было убито до 90 человек. 20 января в Баку были введены войска для предотвращения захвата власти антикоммунистическим Народным фронтом Азербайджана, что привело к многочисленным жертвам среди гражданского населения города (см. Чёрный январь).
25 июля 1990 года в ответ на создание армянами в регионе незаконных вооружённых формирований, в результате действий которых гибли военнослужащие, сотрудники МВД и мирные граждане, был издан Указ Президента СССР «О запрещении создания незаконных формирований, не предусмотренных законодательством СССР, и изъятии оружия в случаях его незаконного хранения». Согласно данным, которые приводит В. В. Кривопусков, в течение 1990 года было проведено 160 оперативно-войсковых операций по проверке паспортного режима и выполнению этого Указа, из них 156 — в городах и сёлах, где живут только армяне.
С конца апреля по начало июня 1991 года в НКАО и прилегающих районах Азербайджана силами подразделений МВД Азербайджанской ССР, внутренних войск МВД СССР и Советской Армии была проведена так называемая операция «Кольцо». Операция, имевшая в качестве официальной цели разоружение армянских «незаконных вооружённых формирований» и проверку паспортного режима в Карабахе, привела к вооружённым столкновениям и жертвам среди населения. В ходе операции была осуществлена полная депортация населения 24 армянских сёл.
28 августа 1991 года была провозглашена независимость Азербайджана. 2 сентября совместная сессия Нагорно-Карабахского областного и Шаумяновского районного Советов народных депутатов провозгласила образование Нагорно-Карабахской Республики (НКР) в границах Нагорно-Карабахской автономной области (НКАО) и населённого армянами Шаумяновского района Азербайджанской ССР.
25 сентября был начат обстрел Степанакерта противоградовыми установками «Алазань», продлившийся четыре месяца.
В течение осени 1991 года армянские боевые отряды развернули наступательные операции по восстановлению контроля над армянскими сёлами НКАО и бывшего Шаумяновского района Азербайджана, население которых ранее было депортировано. Оставляя эти сёла, азербайджанские формирования в ряде случаев поджигали их. По данным правозащитного центра «Мемориал», в это же время в результате нападений армянских вооружённых формирований свои дома пришлось покинуть нескольким тысячам жителей азербайджанских сёл в бывшем Шаумяновском районе Азербайджана, Гадрутском, Мардакертском, Аскеранском, Мартунинском районах НКАО. С конца осени, когда азербайджанская сторона предприняла контрнаступление, армянские отряды начали целенаправленные действия против азербайджанских селений. Обе стороны выдвигали обвинения, что сёла противника превращены в укрепрайоны, прикрывающие артиллерийские позиции.
19 декабря начался вывод внутренних войск МВД СССР из Нагорного Карабаха, завершившийся к 27 декабря. С распадом СССР и выводом советских внутренних войск ситуация в зоне конфликта стала неконтролируемой. Начался переход к полномасштабной войне за Нагорный Карабах, в которой Армения, ограничиваясь военно-технической и гуманитарной поддержкой армян Нагорного Карабаха, избегала прямого участия в войне. Армянскими карабахскими войсками руководили лидеры Нагорного Карабаха, которые в своих действиях не зависели от Еревана.

## События, последовавшие за распадом СССР

Красным обозначена территория НКАО до Карабахской войны

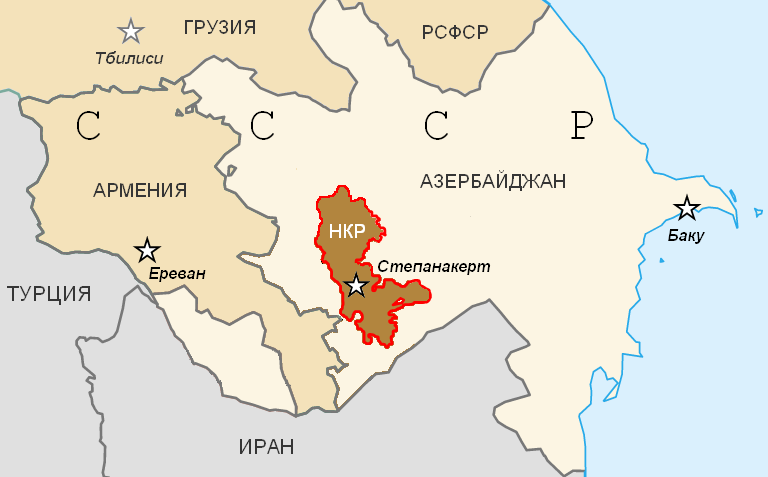
Коричневым обозначена территория НКР на момент провозглашения

Коричневым обозначена территория, контролировавшаяся НКР после Карабахской войны до осени 2020 года

### Раздел военного имущества и вооружения частей Советской Армии
Больше всего войск бывшей Советской Армии в Закавказье находилось на территории Азербайджана. В результате раздела советского военного имущества Азербайджану перешли 4-я общевойсковая армия (четыре мотострелковые дивизии), три бригады ПВО, бригада специального назначения, четыре базы ВВС и часть Каспийской военной флотилии. Также Азербайджану достались все склады боеприпасов (стратегический в Килязи, окружные в Агдаме и Насосном, дивизионные в Гюздеке, Гяндже, Ленкорани, Нахичевани). Общее количество боеприпасов на этих складах оценивается в 11 тыс. вагонов. Передача военного имущества 4-й армии и 49-го арсенала была завершена в 1992 году. Вывод частей бывшей Советской Армии в Россию сопровождался захватом части вооружений азербайджанской стороной. Среди наиболее значимых можно назвать разграбление военного имущества выводимой 19-й отдельной армии ПВО.
В Карабахе армянскими вооружёнными формированиями в 1992 году была захвачена часть вооружений отходившего под контроль Азербайджана 366-го гвардейского мотострелкового полка 23-й гвардейской мотострелковой дивизии.
Раздел в Армении военного имущества бывшего Закавказского военного округа прошёл наиболее цивилизованно. Из всех государств Закавказья при разделе военного имущества Армения оказалась в самом невыгодном положении, так как на её территории находилось наименьшее количество войск Закавказского военного округа. В 1992 году под контроль Армении были переведены вооружения и военное имущество двух из трёх дивизий (15-й и 164-й) 7-й гвардейской армии бывшего СССР, а также около 500 вагонов боеприпасов.
Из авиации в начале 1992 года Азербайджану достались 14 Ми-24 и 9 Ми-8, базировавшихся на базе Сангачалы. Армении досталась эскадрилья из 13 Ми-24, ранее принадлежавшая 7-му вертолётному полку, находившемуся под Ереваном.

### 1992

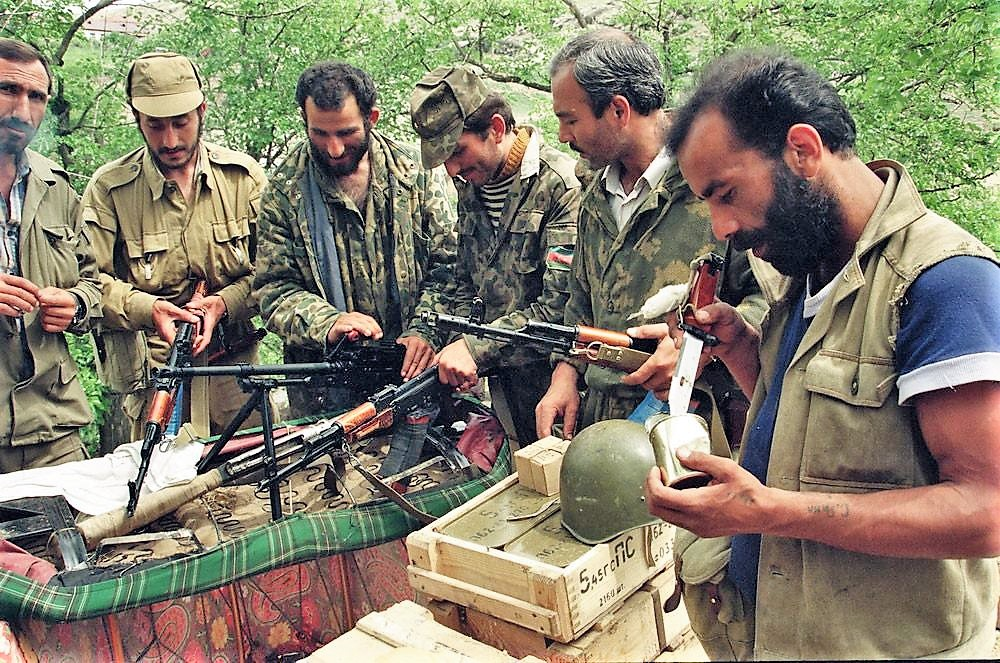
Азербайджанские солдаты во время войны, 1992 год

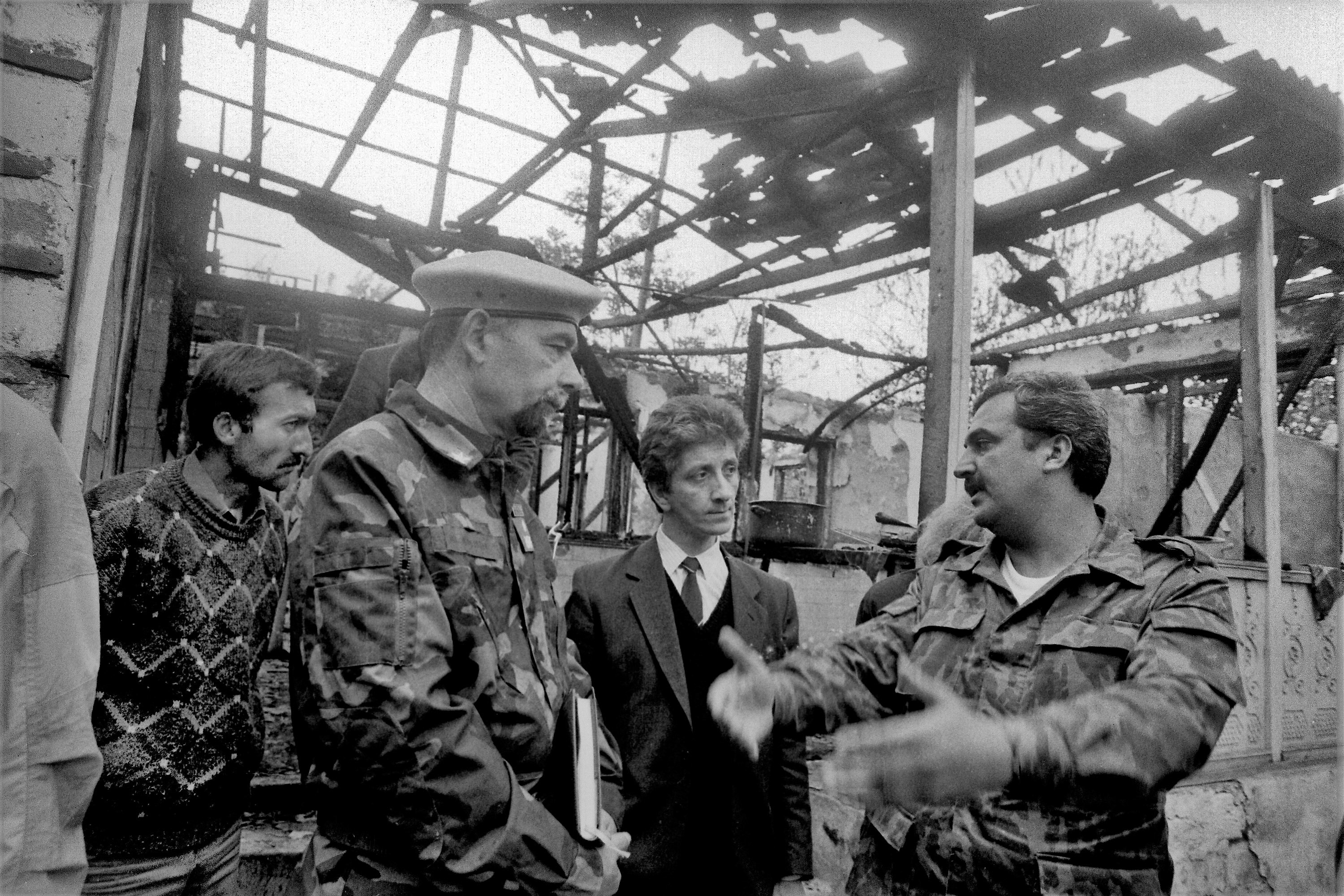
Азербайджанские солдаты во время войны, 1992 год

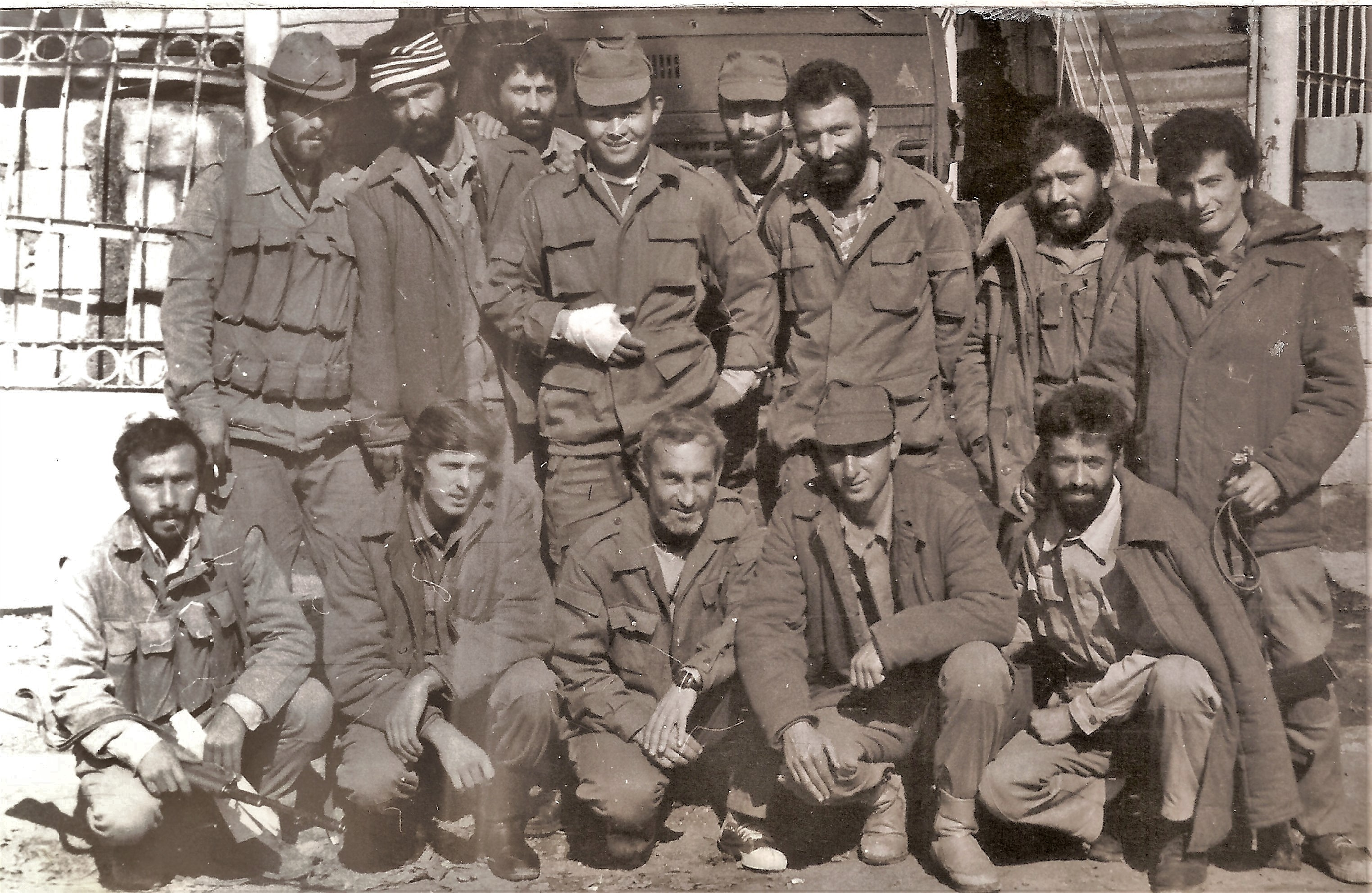
Солдаты армии обороны НКР во время войны, 1992 год

- 1 января — Агдамский батальон под командованием Якуба Рзаева в сопровождении шести танков и четырёх БТР атаковали армянское село Храморт в восточной части Нагорного Карабаха[53]. Впоследствии на этом направлении с азербайджанской стороны были замечены вооружённые отряды.
- 6 января — была принята декларация о независимости Нагорно-Карабахской Республики (НКР).
- 13 января — при обстреле Шаумяновска азербайджанская сторона впервые применила реактивную установку залпового огня «Град»[53].
- 21—22 января — армянские вооружённые формирования разгромили опорную базу азербайджанского ОМОНа в Степанакерте. Оставшиеся в живых омоновцы с боями прорвались в Агдам[53].
- 26 января — азербайджанские воинские формирования начали наступление на армянские позиции в селе Дашалты, в итоге потеряв 123 человека убитыми[54].
- 28 января — из ПЗРК был сбит гражданский азербайджанский вертолёт МИ-8, совершавший полёт из Агдама в блокированную армянской стороной Шушу. При этом погибло несколько десятков человек[52].
- 31 января — азербайджанская сторона развернула массированное наступление с применением тяжёлых вооружений.
- В начале февраля — апреле азербайджанские населённые пункты Карадаглы Мартунинского района и Агдабан Кельбаджарского района были захвачены армянскими формированиями, азербайджанское население было изгнано, что привело к гибели, по меньшей мере, 99 гражданских лиц, а 140 человек получили ранения[5].
- 10 февраля — армянские вооружённые силы заняли азербайджанское село Малыбейли. Днём ранее над селом были разбросаны листовки, в которых жителям и вооружённым силам Азербайджана предлагалось покинуть село по коридору, оставленному армянскими ВС, но с условием сдачи оружия. Предложение было проигнорировано[55].
- 14 февраля — произошла конфискация 7 вертолётов, на их базе впоследствии была создана азербайджанская вертолётная эскадрилья.
- 19 февраля — азербайджанские вертолёты впервые появились над полем боя, нанеся удар по армянским позициям у села Карагалы; пилотировали машины бывшие советские лётчики, перешедшие на сторону Азербайджана[52].
- 25—26 февраля — армянские вооружённые формирования захватили город Ходжалы; за этим последовало массовое убийство мирных жителей, которое в ряде источников характеризуется как самое крупное и жестокое кровопролитие за время Карабахской войны[56][57]. Некоторые армянские авторы, однако, по-иному трактуют это событие[58].
- 2 марта — в Лондоне были убиты чеченцы Руслан и Назарбек Уциевы (первый являлся заместителем военного совета самопровозглашённой республики Ичкерия). Согласно газете «Коммерсантъ», убийство было совершено армянской разведкой[59]. У братьев было задание чеченского правительства провести переговоры о печатании чеченских денег и паспортов, а также договориться о поставках 2 тысяч портативных ракет «Стингер» типа «земля-воздух» для Азербайджана[59][60].
- 3 марта — у села Гюлистан был подбит направлявшийся в Ереван российский военно-транспортный вертолёт Ми-26, на борту которого находились женщины и дети. Погибло 16 человек (См. Катастрофа Ми-26 возле села Гюлистан).
- 21 марта было заключено временное недельное перемирие, в день окончания которого 28 марта азербайджанская сторона предприняла самое крупное с начала года наступление на Степанакерт. Наступление началось с нападения азербайджанской армии на посты сил НКР со стороны села Джангасан, которое находится над деревней Киркиджан (фактический пригород Степанакерта). На следующий день 29 марта начался массированный обстрел Степанакерта, жители которого перебрались в подвалы своих домов. За время боя по городу из Шуши из установок «Град» было выпущено рекордное на тот момент число снарядов — 163. Из села Джангасан был обстрелян степанакертский аэропорт в Ходжалы, 12 снарядов «Град» разорвались у взлётной полосы. 29 марта азербайджанской стороне удалось занять позиции в непосредственной близости от Степанакерта, но уже к ночи посты над Степанакертом были отбиты армянскими подразделениями. После возвращения армянских сил на исходные позиции азербайджанское руководство в лице премьер-министра Гасана Гасанова, связавшись с министром иностранных дел НКР Арменом Исагуловым, запросило мира, в результате которого 30 марта в 2.30 ночи бой прекратился. По окончании двухдневного боя потери сил НКР составили — 8 убитых, 28 раненых. Участники боя утверждают, что азербайджанцы понесли потери свыше 150 человек[61].
- 30 марта — в карьере на нейтральной полосе между пограничными постами Аскеранского района НКР и Агдамского района Азербайджана при посредничестве Международной организации Красного Креста в лице гражданина Швейцарии Франсуа Белона состоялся самый значительный на тот момент по численности обмен заложниками. Со стороны НКР было передано 15 азербайджанских заложников и 7 трупов, в обратном направлении последовало 10 армянских заложников[61].
- 1 апреля — появились утверждения военного руководства НКР о том, что в Агдаме, Таузском и Лачинском районах появились первые турецкие вооружённые отряды численностью до 50 человек[61].
- 4 апреля — в связи с прибытием в Степанакерт советника министра иностранных дел Ирана Безада Мазахири установилось относительное затишье[61].
- 8 апреля — с аэродрома Ситалчай, где базировался 80-й российский отдельный штурмовой авиаполк, Вагифом Курбановым был угнан штурмовик Су-25[62].
- 10 апреля — азербайджанские военные формирования захватили армянское село Ленинаван Мардакертского района, в результате чего десятки мирных жителей были убиты[63][64][65] (см. статью Резня в Мараге).
- Май — армянские вооружённые формирования атаковали Нахичеванскую Автономную Республику — азербайджанский эксклав, граничащий с Арменией, Турцией и Ираном[66]. В свою очередь со стороны Азербайджана обстрелу подверглась территории Армении[67].
- 8 мая — Су-25, пилотируемый Вагифом Курбановым, впервые начал бомбить Карабах, главной целью был Степанакерт (только за два дня бомбардировок в городе погибло 30 и было ранено около 120 мирных жителей)[62]. В этот же день Степанакерт был обстрелян четырьмя азербайджанскими вертолётами Ми-24, а ещё два вертолёта атаковали села Мирушен, Авдур, Красный Базар и Норшен Мартунинского района[62].
- 8—9 мая — армянские вооружённые формирования в результате штурма Шуши овладели этим городом, оборону которого, помимо азербайджанских формирований, осуществлял также чеченский боевик Шамиль Басаев[68][69][70]. После того как армянские формирования захватили Шушу и подавили ряд азербайджанских огневых точек близ неё, прекратились длившиеся несколько лет артиллерийские обстрелы Степанакерта из Шуши, в результате которых в Степанакерте не осталось ни одного целого здания[71]
- 9 мая — боевые вертолёты Азербайджана подвергли обстрелу село Шушикенд, а штурмовик Курбанова атаковал и подбил в воздушном пространстве Армении армянский Як-40, вывозивший раненых из Степанакерта. Экипажу удалось посадить самолёт, не выпуская шасси, и тем самым спасти жизни пассажиров. Самолёт после этого был списан[62].(См.Инцидент с армянским Як-40 (9 мая 1992))
- 12 мая — неустановленными вооружёнными лицами был сбит российский вертолёт Ми-26, следовавший из Вазиани (Грузия) в Нахичевань (Азербайджан)[62].
- 18 мая
  - В связи с нападениями армянских сил на Нахичеванскую АР Турция предупредила Армению о том, что «положение дел, достигнутое применением силы, неприемлемо»[66].
  - армянские подразделения захватили и сожгли город Лачин, открыв коридор для сообщения Карабаха и Армении и прорвав тем самым блокаду Нагорного Карабаха[72]. Стали возможны хозяйственные и военные поставки из Армении прямо в Карабах. Азербайджанское население района было изгнано[68].
  - Су-25 Курбанова четырежды бомбил городу Мартуни, его действия поддерживали вертолёты, которые нанесли по городу ракетный удар[62].
- 19 мая — азербайджанские вертолёты обстреляли сёла Ленинаван и Чайлу Мардакертского района, а Су-25 в свою очередь подверг бомбардировке сёла Атерк и Зейлик[73].
- 20 мая
  - главнокомандующий Объединёнными вооружёнными силами СНГ маршал Шапошников заявил, что участие третьей стороны в конфликте может привести к Третьей мировой войне. По мнению Майкла Круассана, это заявление прозвучало в ответ на заявление Турции от 18 мая и было основано на положениях Договора о коллективной безопасности, заключённого между Россией, Арменией и ещё четырьмя республиками бывшего СССР 15 мая в Ташкенте[66].
  - четыре вертолёта Ми-24 совершили рейд в Шаумяновский район. Их целями были армянские села Бузлук, Манашид и Эркедж[73].
- 25—26 мая — самолёт Су-25 Курбанова с эскадрильей вертолётов Ми-24 подвергли бомбардировке город Мартуни и сёла Бузлук и Манашид[73].
- 9—10 июня — в условиях давления, подкупов, уговоров и даже вооружённых нападений со стороны нуждающихся в вооружении азербайджанцев началась экстренная эвакуация российской авиатехники в Россию. Основная часть была вывезена, но кое-что досталась и азербайджанцам. На аэродроме в Насосном было захвачено несколько (по некоторым данным, 30) самолётов МиГ-25ПД, немалую роль в этом сыграл Владимир Кравцов, занимавшийся расформированием полка ПВО, а несколько позже ставший командующим ВВС Азербайджана. Таким же образом поступил заместитель командира разведывательного авиаполка, расквартированного в Далляре, подполковник Александр Плеша[уточнить], возможно, он сообщил о намеченной перегонке в Россию, за что позже получил должность командира эскадрильи в Азербайджанских ВВС. Так или иначе, 9 июня на аэродром ворвались вооружённые азербайджанские военные, которые блокировали взлётно-посадочную полосу, и тем самым сорвали перегон самолётов. В результате этой акции азербайджанской стороной было захвачено 16 самолётов: 5 МиГ-25РБ и 11 Су-24МР. Также сообщалось о захваченном Ил-76, посланном для обеспечения эвакуации[73].
- 12 июня — Летнее наступление азербайджанских войск: был установлен контроль над Шаумяновским районом и частью Мардакертского и Аскеранского районов НКР. Азербайджанские силы вплотную приблизились к райцентру Аскеран. Армянская сторона объясняла стремительность азербайджанского наступления передачей Азербайджану военным руководством РФ 100 танков и участием российских военнослужащих в боевых операциях, что отрицалось министерством обороны как Азербайджана, так и России[67]. Позже наступление было остановлено, армянским силам удалось отбить имеющие стратегическое значение села Сырхавенд и Кичан. При возвращении под армянский контроль Сырхавенда было захвачено 10 единиц азербайджанской бронетехники (танки Т-72 и БТР), армянской стороной было убито до 200 военнослужащих противника, причём большинство из погибших — славяне[67].
- 13 июня — бомбивший около 3 месяцев регион Су-25 был сбит, армянское телевидение показало обломки, среди которых выделялся киль самолёта с нарисованным азербайджанским флажком. Пилот Вагиф Курбанов погиб[73].
- 18 июля — командиром зенитной установки ЗУ-23-2 был подбит один из 2 низколетящих азербайджанских вертолётов Ми-24, пытавшихся уничтожить батарею армянских гаубиц Д-30. Пилот катапультировался и на плоту ушёл на азербайджанскую сторону; лётчиком был русский подполковник, до этого воевавший в Афганистане, судьба второго члена экипажа неизвестна[74].

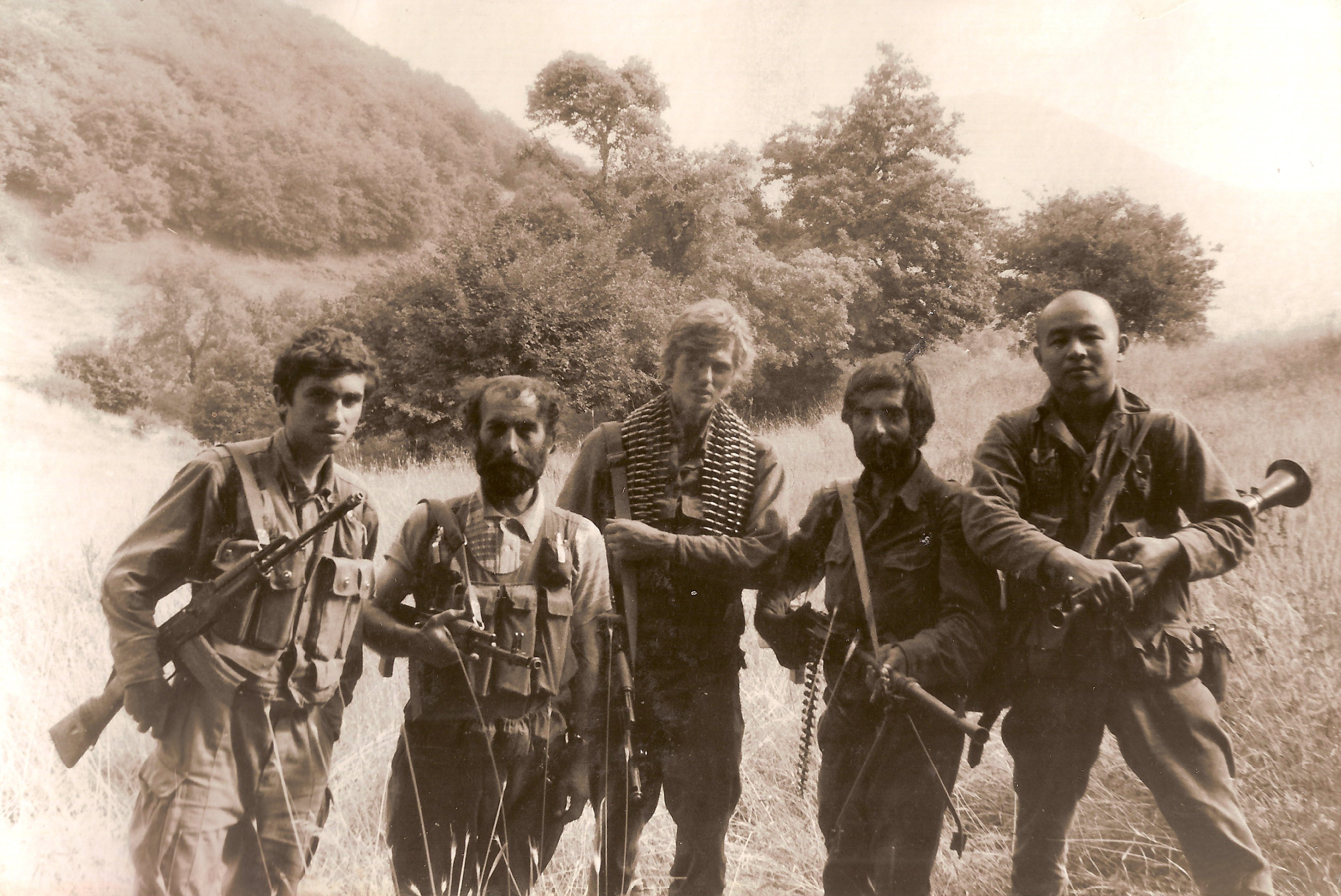
Бойцы Сил Самообороны НКР на передовой. Август 1992, Лачинский коридор

- Август — при поддержке авиации и артиллерии азербайджанские силы разгромили армянскую группировку, отбросив её далеко от Мардакертских высот[74]. В этом же месяце азербайджанские самолёты помимо обычных бомб начали сбрасывать рассеивающие бомбовые контейнеры РБК-250 и РБК-500 с мелкими осколочными бомбами. РБК обеспечивала накрытие большой площади — городского квартала, сельской улицы[75]. В августе отмечено также первое применение армянами нескольких Ми-24[74].
- 8 августа — проведя отвлекающий манёвр, пара азербайджанских вертолётов, пройдя на малой высоте в районе Мардакертских высот, подбили трофейную ЗУ-23-2, смонтированную на базе автомашины «Урала», а через несколько дней установку добили. Вскоре по Лачинскому коридору из Еревана в Карабах прибыли восемь 57-мм зенитных установок С-60. Два орудия были переброшены на Мардакертские высоты, одно почти сразу было уничтожено скрытно приблизившимся на малой высоте азербайджанским вертолётом Ми-24. Однако хорошо подготовленный расчёт ЗУ-23-2 уничтожил в этом же бою другой Ми-24[74].
- 14 августа — президиум Верховного Совета НКР ввёл военное положение на территории республики и объявил всеобщую мобилизацию мужчин в возрасте от 18 до 45 лет, одновременно обратившись к президенту Армении Левону Тер-Петросяну с просьбой содействовать возвращению всех подпадающих под мобилизацию граждан НКР, находящихся в Армении[76]
- 20 августа — в ходе боёв в Мардакертском районе азербайджанская сторона потеряли ещё один самолёт, зенитным огнём был сбит МиГ-25ПД, в кабине которого сидел совершивший 16-й вылет бывший лётчик-истребитель 82-го ИАП ПВО Юрий Беличенко. Пилот катапультировался и попал в плен, после чего был доставлен в Министерство безопасности Нагорного Карабаха, где его на пресс-конференции для иностранных журналистов продемонстрировали в качестве примера использования Азербайджаном наёмников[74].
- 23 августа — три Су-25 подвергли бомбардировке Степанакерт. Одна из 500-килограммовых бомб попала в здание гостиницы, где жили беженцы из Мардакертского района — погибло 14 человек[75]
- 31 августа — азербайджанской авиацией на Степанакерт было сброшено 20 рассеивающих бомбовых контейнера (РБК), в результате этого налёта погибло 16 и был ранен 121 человек[75].
- Сентябрь — азербайджанская сторона заявила о сбитом армянском вертолёте Ми-24[74].
- 4 сентября — поступили сообщения о том, что армянские формирования при помощи ПЗРК сбили МиГ-21, лётчик, который пилотировал самолёт, попал в плен[75].
- 18 сентября — был сбит ещё один азербайджанский вертолёт Ми-24[75].
- сентябрь—октябрь — безуспешная попытка азербайджанской армии во главе с Суретом Гусейновым[77] перерезать Лачинский коридор.
- 10 октября — азербайджанские ВВС потеряли второй Су-25, который был сбит в районе села Малыбейли после нанесённого им удара по Степанакерту. От пилота, не успевшего катапультироваться, практически ничего не осталось, по обрывкам документов удалось определить лишь имя — Александр[75].
- 24 октября — сенат США принял поправку к «Акту в поддержку свободы», которая запрещала оказание американской помощи Азербайджану до тех пор, пока Азербайджан не прекратит блокаду и военные действия против Армении и Нагорного Карабаха. Согласно некоторым источникам, поправка была принята под давлением армянского лобби[78][79][80][81].
- 12 ноября — азербайджанской стороной был сбит второй армянский вертолёт Ми-24[74].
- 17 ноября — началось наступление армии НКР по линии Кичан-Вагуас, наступил решительный перелом в войне в пользу армянской стороны.
- 7 декабря — по западным данным, азербайджанская сторона в результате зенитного огня в Мартунинском районе потеряла вертолёт Ми-24 и самолёт Су-25. Всего к началу 1993 года у Азербайджана из 14 ранее имевшихся вертолётов Ми-24 осталось 8, а у Армении осталось 11 из 13[75].

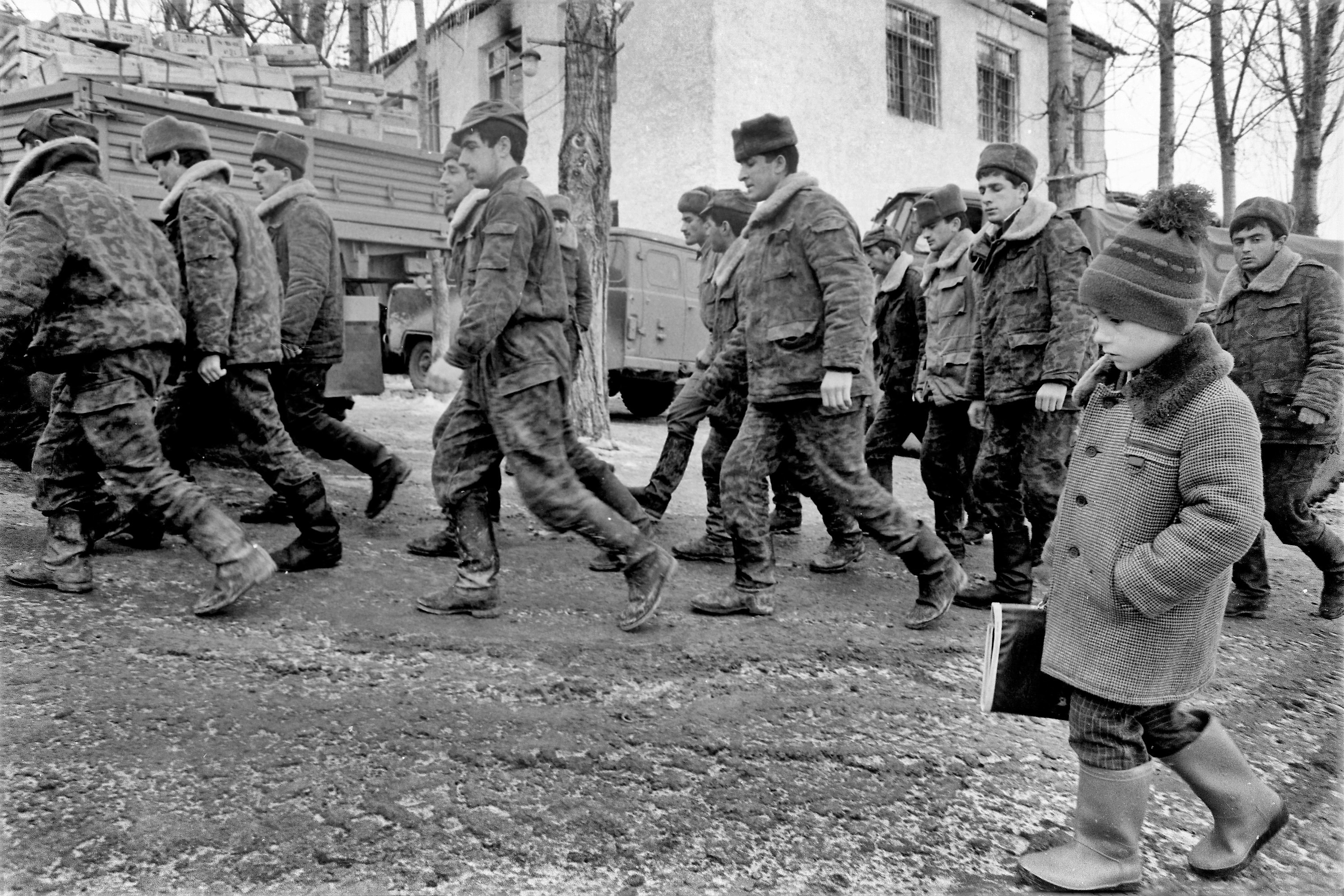
Азербайджанские солдаты во время войны, 1992—1993 годы

### 1993

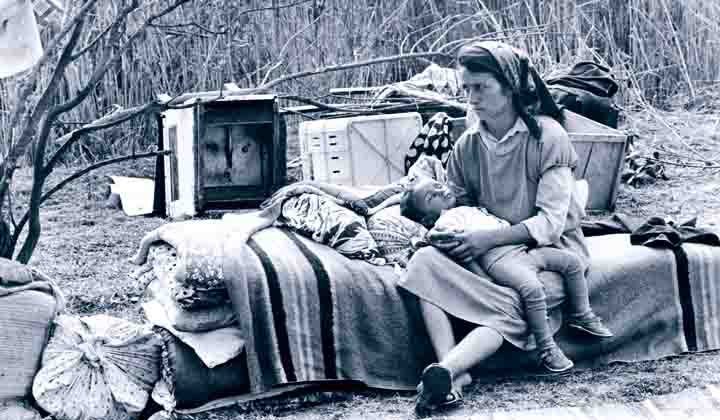
Беженцы-азербайджанцы из Карабаха. 1993 год

- 15 января — средствами ПВО НКР был сбит азербайджанский МиГ-21[75].
- 27 марта — начало армянского наступления на Кельбаджар.
- 3 апреля — армянская сторона взяла под свой контроль город Кельбаджар.
- 5 апреля — армянские формирования вышли к Омарскому перевалу. Азербайджанские войска с большими потерями перешли Муравдагский горный хребет, оставив всю территорию Кельбаджарского района. Армянская сторона заняла перекрёсток, связывающий Кельбаджар с Гянджой.
- 27 июня — армянские формирования заняли город Мардакерт.
- 23 июля — армянские формирования после 40-дневных боёв, преодолев ожесточённое сопротивление превосходящего по численности и военной техники противника, заняли Агдам. В результате армянской стороне в качестве трофеев досталось значительное количество военной техники и боеприпасов, которые были оставлены азербайджанской армией при отступлении[82].
- 19 августа — три азербайджанских самолёта нанесли удар по городу Капан (юг Армении), в результате чего погибло 10 человек. В последующие дни объектами атак стали населённые пункты Мартунинского и Гадрутского районов НКР[83].
- 22 августа — армянский батальон взял под свой контроль город Физули[84]. В Физулинском районе, как и в Агдамском, армянские силы, продвигаясь вперёд, окружали населённые пункты с трёх сторон, что делало возможным азербайджанскому мирному населению бежать бросая свои дома. Как отмечали армянские официальные лица, подобный подход позволил избежать массовых жертв среди населения, но одновременно он привёл к появлению огромного количества беженцев, что поставило Азербайджан на грань гуманитарной и экономической катастрофы[85].
- 23—25 августа — армянские формирования вошли в районный центр Джебраил и взяли под контроль территорию одноимённого района.
- 31 августа—1 сентября — армянские формирования заняли город Кубатлы, в ходе боёв за город был сбит азербайджанский Ми-24[83].
- август — сентябрь — Российский посредник Владимир Казимиров добился установления временного прекращения огня, впоследствии продлённого до ноября. Гейдар Алиев встретился с российским президентом Борисом Ельциным и отказался от решения конфликта военным путём. В Москве прошли переговоры между азербайджанскими властями и представителями Нагорного Карабаха[86]
- октябрь — Азербайджан начал новое наступление, нарушив режим прекращения огня, армянская сторона отразила наступление[86].
- 23—24 октября — армянские формирования перешли в контрнаступление на южном направлении фронта. Взят стратегически важный пункт — Горадиз. Заняв его, армянские формирования изолировали от Азербайджана Зангеланский район и части Джебраильского и Кубатлинского районов.
- 28 октября — армянские формирования при поддержке танкового батальона (25 танков) заняли железнодорожную станцию Минджевань.
- 1 ноября — армянские формирования взяли под свой контроль райцентр Зангелан вместе с сопредельными населёнными пунктами. Зангеланский полк азербайджанской армии переправился через реку Аракс в Иран.
- 22 декабря — азербайджанские войска перешли в наступление на юго-восточном участке фронта[87].

### 1994

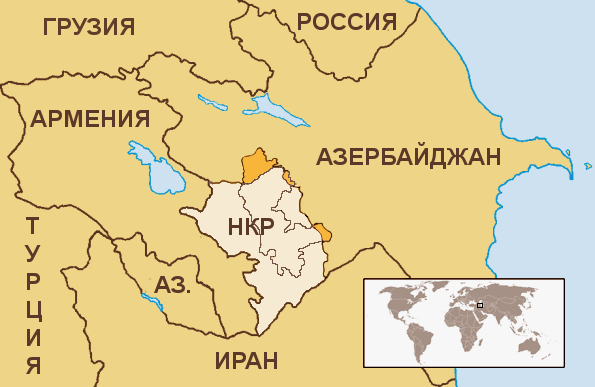
Контуры территории, контролируемой НКР на момент подписания соглашения о прекращении огня 1994 г., наложены на контуры территории, на которой была провозглашена НКР в сентябре 1991 г.

- В 1994 году впервые было отмечено появление боевых самолётов у Армении. Россией Армении были переданы четыре Су-25 в рамках военного сотрудничества СНГ, один из которых, по заявлению армянской стороны, был сбит противником[83].
- 6 января — азербайджанская армия заняла железнодорожную станцию Горадиз[46].
- 18 января — западная пресса сообщила, что в этот день армянская сторона уничтожила свой собственный Су-22. Скорее всего, речь шла об одном и том же случае, и сбит был всё-таки Су-25[83].
- 20 января — две из трёх задействованных на Кельбаджарском направлении бригад азербайджанской армии, прорвав линию фронта, заняли 14 населённых пунктов Кельбаджарского района, выйдя к шоссе Мардакерт-Кельбаджар.
- 23 января армянские боевые вертолёты нанесли удар по азербайджанскому населённому пункту. В этот же день пара азербайджанских самолётов бомбила позиции армянской стороны, которые сообщили об уничтожении одного Су-25. Азербайджан опроверг это сообщение[83].
- 12—18 февраля — Битва за Омарский перевал, армянские силы полностью установили контроль над Кельбаджарским районом …В результате зимней кампании 1994 года линия фронта переместилась не так заметно, как после предыдущих наступательных операций, так как Азербайджану удалось отбить лишь небольшие части своей территории на севере и юге. Однако список потерь вырос существенно: азербайджанцы в ходе этой операции потеряли около 4 тысяч человек, а армяне — около 2 тысяч человек…[46]

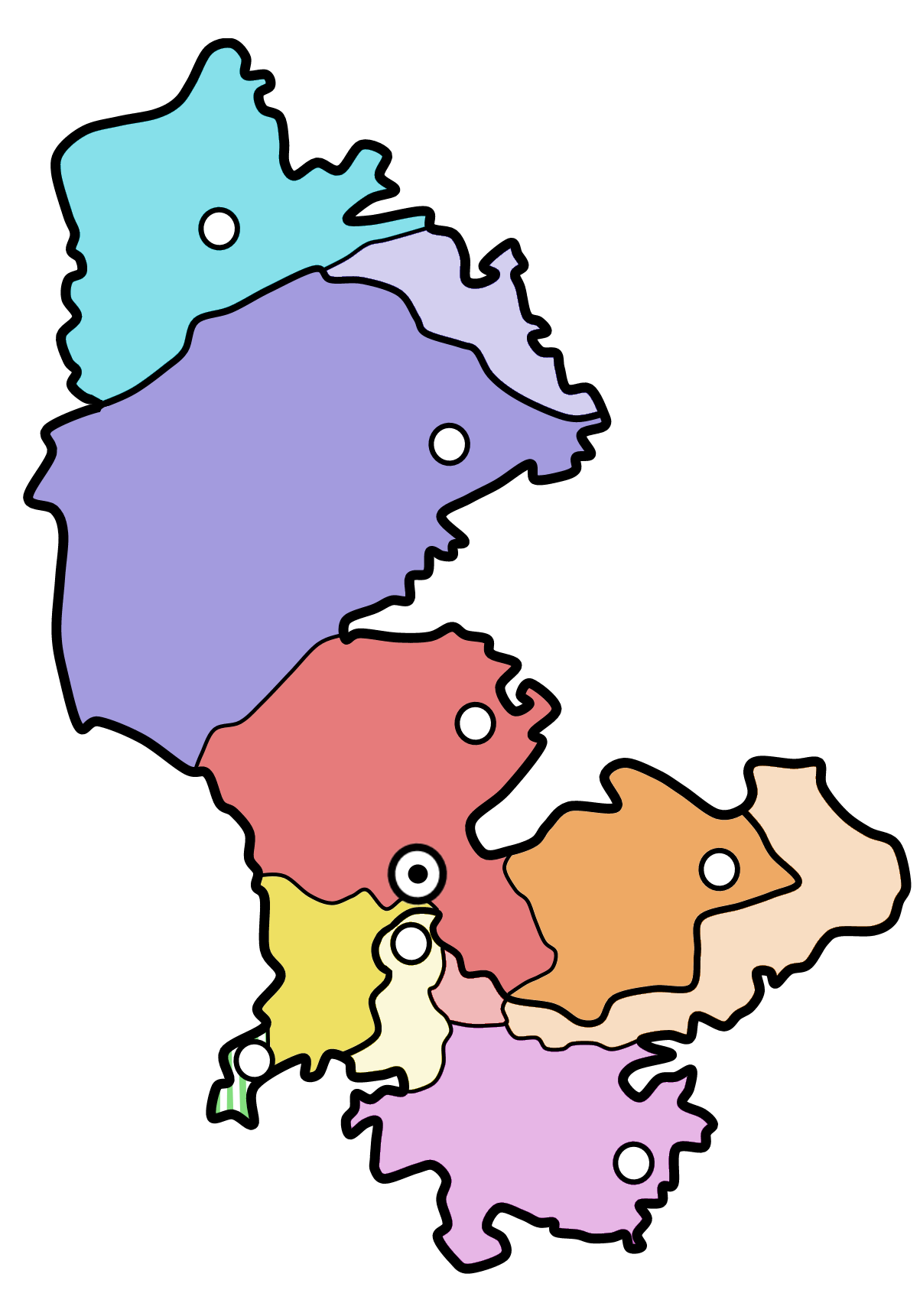
Современное административно-территориальное деление Нагорно-Карабахской Республики. Отмечены части Шаумяновского, Мардакертского и Мартунинского районов НКР, контролирующиеся Азербайджаном

- 15 февраля — азербайджанская сторона возвратила обратно Горадиз и часть Физулинского района (без г. Физули)[88].
- 17 февраля — при сопровождении самолёта-разведчика Су-24МР над Веденисским районом Армении был сбит МиГ-21. Пилот попал в плен[89]
- Февраль — министерство обороны Армении заявило, что около Вардениса был сбит азербайджанский СУ-25 и захвачен наёмник из Кыргызстана, Марат Ишкинович[90]

- 17 марта — близ Степанакерта армянской стороной был сбит военно-транспортный самолёт C-130 Hercules иранских ВВС, который перевозил из Москвы в Тегеран семьи иранских дипломатов. Погибли 19 пассажиров (все — женщины и дети) и 13 членов экипажа.
- 25 марта — два азербайджанских самолёта сбросили рассеивающие бомбовые контейнеры (РБК) на позиции армянской стороны возле Горадиза, при этом пострадали и азербайджанские солдаты. В тот же день ПВО НКР воспрепятствовала налёту на Степанакерт[83].
- 10 апреля — армянская сторона начала Тертерскую операцию. На основном участке наступления были брошены в бой около 1500 военнослужащих и 30 единиц бронетехники (17 танков) из состава Степанакертского мобильного полка и других частей Армии Обороны НКР, поддержанные огнём ствольной и реактивной артиллерии. Азербайджанские войска под командованием генерала Эльбруса Оруджева, опираясь на укреплённый район г. Тертер, оказали упорное сопротивление. В этот же день азербайджанский самолёт Су-25 сбросил на Степанакерт три бомбы и одну РБК-500 с шариковым заполнением[83].
- 12 апреля — два азербайджанских самолёта вновь подвергли бомбардировке Степанакерт, в результате которой погибло двое и было ранено 38 человек. Один из участвующих в налёте самолётов был сбит возле села Чила. Лётчик катапультировался и вернулся на базу. Азербайджанская сторона заявила, что крушение произошло вследствие аварии над своей территорией[83].
- 13 апреля — группа из семи азербайджанских самолётов нанесла мощный удар по Степанакерту, однако один из них был сбит армянской ПВО[83].
- 14 апреля — совет глав государств СНГ по инициативе России с прямым участием президентов Азербайджана и Армении принял Заявление с чёткой постановкой вопроса о прекращении огня как неотложной потребности урегулирования в Карабахе. Такой документ был принят СГГ по Карабаху впервые[91].
- 16 апреля—6 мая — армянское командование в результате непрерывных атак на Тертерском фронте, введя в действие силы 5-й мотострелковой бригады и отдельного мотострелкового батальона «Тигран Мец», вынудило азербайджанские подразделения к отступлению. Под контроль армянских формирований перешли участки территории с несколькими населёнными пунктами севернее г. Агдама и к западу от г. Тертера. Потери обеих сторон в конечной фазе военных действий были существенными. Так, только за неделю (14-21 апреля) потери азербайджанской армии на Тертерском направлении составили до 2 тыс. военнослужащих (600 убитыми). Армянские формирования захватили 28 единиц бронетехники — 8 танков, 5 БМП, 15 бронемашин.

По мнению Владимира Казимирова, руководителя посреднической миссии России, полномочного представителя президента Российской Федерации по Нагорному Карабаху и сопредседателя Минской группы ОБСЕ от России в 1992—1996 годах, главную ставку руководство Азербайджана (и при президентстве А. Эльчибея, и Г. Алиева) делало на силовое решение конфликта, и именно азербайджанская сторона была основным носителем силового подхода к решению карабахского конфликта.

#### Прекращение огня
Из воспоминаний Левона Тер-Петросяна: 
Настоящая война началась 7 декабря 1993 г. и продолжалась до 12 мая 1994 г. Это была война, когда обе стороны располагали настоящими армиями
- 5 мая — по инициативе Межпарламентской Ассамблеи СНГ, парламента Кыргызстана, Федерального Собрания и Министерства иностранных дел Российской Федерации была проведена встреча, по итогам которой представители Милли Меджлиса Азербайджана, Верховного Совета Армении и Нагорного Карабаха[91] подписали Бишкекский протокол с призывом прекратить огонь в ночь с 8 на 9 мая 1994 года[94].
- 9 мая — полномочный представитель президента России в Нагорном Карабахе Владимир Казимиров подготовил «Соглашение о бессрочном прекращении огня», которое в этот же день в Баку подписал от Азербайджана министр обороны Мамедрафи Мамедов.
- 10 мая — «Соглашение» в Ереване подписал от Армении министр обороны Серж Саргсян.
- 11 мая — «Соглашение» в Степанакерте подписал Командующий армией Нагорного Карабаха Самвел Бабаян. Данное «Соглашение» вступило в силу в полночь 12 мая 1994 года.

## Используемое оружие
Обе стороны использовали вооружение со складов Советской Армии: от стрелкового до танков, вертолётов, реактивных самолётов и систем залпового огня. После развала СССР Армения и Азербайджан пополнили свои арсеналы не только захваченным и угнанным из разваливающейся Советской Армии вооружением, но и официально переданным обеим странам.
В начале 1992 года Азербайджану досталась эскадрилья Ми-24 (14 вертолётов) и эскадрилья Ми-8 (9 вертолётов) на аэродроме Сангачалы, а Армении — эскадрилья из 13 Ми-24, входившая в состав 7-го Гвардейского вертолётного полка, базировавшаяся под Ереваном.
8 апреля 1992 года азербайджанская авиация получила свой первый боевой самолёт — штурмовик Су-25, который был угнан старшим лейтенантом Вагифом Бахтияр-оглы Курбановым (азербайджанец по национальности, 1967 года рождения, выпускник Борисоглебского училища лётчиков) с аэродрома Ситал-Чай, где базировался 80-й отдельный штурмовой авиаполк. При помощи двоих своих соотечественников — техника самолёта лейтенанта Мамедова и авиамеханика прапорщика Кулиева — пилот подготовил штурмовик к полёту и перелетел на гражданский аэродром Евлах, откуда через месяц (8 мая) начал регулярно бомбить Степанакерт и близлежащие сёла. От этих воздушных налётов страдал жилой сектор и мирное население, в то время как армянские подразделения потерь практически не несли. Такое применение боевых самолётов было характерно на протяжении всей войны и, вероятно, имело главной целью не столько сломить моральный дух и боевой потенциал Сил Обороны Карабаха, сколько заставить армянское население покинуть Карабах. Эту же, так и не выполненную, задачу, имела азербайджанская ствольная и реактивная артиллерия, непрерывно наносившая удары по гражданским объектам.
В мае 1992 года началась официальная передача вооружения 4-й общевойсковой армии Азербайджану. Согласно директиве МО России от 22 июня 1992 года № 314(3)022 всего Азербайджану было передано:
- 237 танков,
- 325 боевых бронированных машин,
- 204 БМП и БТР,
- 170 артустановок, включая установки «Град».

В свою очередь Армения к 1 июня 1992 получила:
- 54 танка,
- 40 БМП и БТР,
- 50 орудий.

Первоначально азербайджанской авиации противостояла весьма слабая ПВО армян, насчитывавшая 6 зениток ЗУ-23-2, 4 самоходных ЗСУ-23-4 «Шилка», 4 57-мм зенитки С-60 и несколько десятков устаревших ПЗРК «Стрела-2М». Позже прибыли восемь 57-мм зениток С-60, а у азербайджанцев была захвачена ЗУ-23-2 на «Урале» и одна ЗСУ-23-4 «Шилка». Эти маловысотные средства не могли эффективно противостоять налётам самолётов противника, и азербайджанская авиация практически ежедневно наносила удары по Степанакерту. Потери среди населения были весьма значительными. С августа 1992 года азербайджанские самолёты стали сбрасывать РБК-250 и РБК-500 (РБК — разовый бомбовый контейнер) с осколочными суббоеприпасами (известные как «шариковые бомбы»).
В 1994 году было отмечено появление боевых самолётов и у Армении. Известно, что 4 Су-25 были переданы Россией в рамках военного сотрудничества СНГ. Самолёты были переданы секретно, проведённая в 1999 году российской военной прокуратурой проверка выявила причастность к их передаче командования ВВС России.
12 мая 1994 года стороны подписали соглашение о перемирии.
Всего за период с 21 ноября 1991 года до 12 мая 1994 года по столице Карабаха городу Степанакерту (11 км²) было применено (по армянским данным) около 21 000 реактивных снарядов «Град», 2 700 ракет «Алазань» и 1 900 артиллерийских снарядов. Азербайджанская авиация сбросила на город 180 РБК и около сотни 500-кг осколочно-фугасных бомб, включая 8 ОДАБ (авиабомба объёмной детонации с жидким взрывчатым веществом).

## Результаты войны

### Контроль территорий
территории на которые претендует Азербайджан
Результатом вооружённого конфликта стали его «замораживание» и де-факто независимость Нагорно-Карабахской Республики от Азербайджана. Под контроль НКР перешли 92,5 % территории бывшей Нагорно-Карабахской автономной области и так называемая «зона безопасности». В эту «зону» входили районы, административно не подчинявшиеся автономной области, но окружавшие её территорию. Таким образом, после войны НКР стала контролировать пять из этих районов полностью (Кельбаджарский, Лачинский, Кубатлинский, Джебраильский и Зангеланский) и частично два (Агдамский и Физулинский).
Под контроль Армении отошли четыре азербайджанских эксклава, которые относились к Азербайджану, но со всех сторон были окружены территорией Армении. Это одно село Нахичеванской автономии (Кярки) и три деревни Газахского района (Верхняя Аскипара, Бархударлы и Софулу). Также под контроль Армении перешли несколько приграничных сёл в Газахском районе (Ашагы Аскипара, Баганис-Айрум, Хейримли и Гызылхаджылы).
территории на которые претендует НКР
После войны Азербайджан фактически контролировал 15 % заявленной территории Нагорно-Карабахской Республики. Это части Мартунинского и Мартакертского районов НКР, которые входили в Нагорно-Карабахскую автономную область, а также частично Шаумяновский район НКР (включая полностью бывший Шаумяновский район Азербайджанской ССР) и часть (так называемый «Геташенский подрайон») Ханларского района Азербайджанской ССР.
территории на которые претендует Армении
Что касается Армении, то она потеряла свой единственный эксклав (Арцвашен), который со всех сторон был окружён территорией Азербайджана. Последний включил его в состав Кедабекского района.

### Гуманитарные последствия
Конфликт привёл к значительным этническим изменениям в регионе. Из зоны, охваченной боевыми действиями, ушли все проживающие здесь азербайджанцы и карабахские курды, в то время как Азербайджан покинули почти все армяне.
В результате внушительных потерь на поле боя и последовавшим за этим массовым потоком беженцев, в богатой нефтью Азербайджанской республике произошёл ряд политических потрясений. Были свергнуты прежние лидеры, появилась угроза срыва реализации важных региональных энергетических проектов. Кроме этого наблюдались действия правительства, направленные против своих же граждан. В попытках сохранить видимость абсолютного контроля ситуации в стране на трассах, ведущих от южного фронта, азербайджанская армия заставляла потоки азербайджанских беженцев, двигавшихся в сторону перегруженного Баку, вернуться назад в зону боевых действий или искать убежище в Иране. Голод и недоедание среди беженцев достигли критического уровня, и только вмешательство внешних сил, в частности, Ирана, предотвратило ещё большие людские потери.
В Армении последствия конфликта были такими же обременительными. Ценой за помощь армянам Карабаха стало полное прекращение поставок энергоносителей и других жизненно важных товаров, поступавших в Армению по железной дороге из Азербайджана и Турции.
Благодаря военным успехам и последовавшим за этим захватом азербайджанских энергоресурсов на некоторое время облегчились условия в карабахской столице Степанакерте, в то время как ситуация в самой Армении продолжала ухудшаться. В Ереване из-за блокады со стороны Турции и Азербайджана возникла угроза голода и замерзания, электроэнергия подавалась в дома всего лишь на два часа в день. Особенно страдали беженцы и пострадавшие в результате разрушительного землетрясения 1988 года. В результате международных усилий по оказанию помощи, в основном со стороны Соединённых Штатов, в Армению в небольших количествах начались поставки печного топлива и другой гуманитарной помощи. Однако воздушное сообщение Армении с внешним миром было приостановлено, а поставки помощи морским и железнодорожным путём через охваченную войной Грузию, где азербайджанские диверсанты неоднократно бомбили ключевые газопроводы, снабжающие Армению, были затруднительны и сопряжены с риском.
Война оставила глубокие шрамы на архитектурном лице Нагорного Карабаха, азербайджанскими формированиями было повреждено множество памятников армянской архитектуры, из которых Егезарский монастырь и 21 церковь были полностью уничтожены. Поражение азербайджанцев в Карабахской войне привело к усилению армянофобских настроений в азербайджанском обществе. Так, с 1998 по 2005 год близ города Джульфа было разрушено средневековое армянское кладбище. По свидетельству очевидца, такая же судьба постигла и другие армянские памятники Нахичеванской Автономной Республики Азербайджана.

### Потери
Единого мнения по потерям в ходе Карабахской войны нет. В январе 2013 года государственная служба Азербайджана по мобилизации и призыву опубликовала поимённый список азербайджанских военнослужащих, погибших в ходе боевых действий с 1991 по 1994 год в Нагорном Карабахе, который насчитывал 11 557 человек. При этом отмечалось, что список не включал в себя гражданских лиц, а также добровольцев и бойцов отрядов самообороны. Согласно армянским данным, в ходе Карабахской войны погибло 5 856 бойцов (из них 3 291 жителя НКР), а также 1 264 мирных жителя, ещё 596 человек (военные и гражданские) пропали без вести.
Большинством независимых экспертов общие потери оцениваются в 20-25 тысяч человек. Госдеп США также использует цифру в 25 000 погибших за всю войну. Дойль и Самбанис оценивают общие военные и гражданские потери за период с 1988 по 1996 год в 55 000 человек. Бывший министр обороны РФ Павел Грачёв сообщал о 18 000 убитых и 25 000 раненых с обеих сторон. Томас Гольц в 2009 году оценил общие потери в 35 000 человек, большая часть из них азербайджанцы
Кристоф Зуркер, основываясь на различных источниках, приводит следующие данные о потерях с момента начала Карабахского конфликта до прекращения Карабахской войны
| Год   | Армяне (погибшие) | Армяне (раненые) | Азербайджанцы (погибшие) | Азербайджанцы (раненые) |
| ----- | ----------------- | ---------------- | ------------------------ | ----------------------- |
| 1988  | 32                | 400              | 196                      | 600                     |
| 1989  | 20                | 151              | 51                       | 180                     |
| 1990  | 169               | 400              | 187                      | 991                     |
| 1991  | 270               | 400              | 378                      | 496                     |
| 1992  | 2500              | 10 000           | 3300                     | 11 000                  |
| 1993  | 1000              | 3300             | 2200                     | 6000                    |
| 1994  | 2000              | 6000             | 4000                     | 10 000                  |
| Всего | 5991              | 20 351           | 10 312                   | 29 267                  |

Согласно Ласине и Гледичу, военные и гражданские потери Азербайджана и армянских сил составили 16 000 и 4000 соответственно. Ариф Юнусов указывает цифру в 17 500 погибших, из них 11 000 азербайджанцев и 6500 армян. Количество раненых азербайджанцев и армян Юнусов оценивает в 30 000 и 20 000 соответственно. Гаянэ Новикова считает, что в ходе войны с армянской стороны погибло 6000 военных и 2500 гражданских. Размик Паноссян считает, что потери армянских сил составили 7-8 тысяч, а Азербайджана 20-22, в целом соглашаясь с оценкой в 30 тысяч погибших с обеих сторон, часто используемой в СМИ.
27 октября 1993 года занимавший тогда пост президента страны Гейдар Алиев на встрече в Баку с президентом Ирана Хашеми Рафсанджани заявил, что Азербайджан в карабахской войне потерял 11 тысяч убитыми и 25 тысяч ранеными. Спустя неделю, выступая по местному телевидению, глава республики сообщил о 16 тысячах убитых и 22 тысячах раненых. Эти же цифры привёл посол Азербайджана в США Хафиз Пашаев. 24 декабря 1993 года на заседании глав государств СНГ в Ашхабаде Алиев сказал, что за годы конфликта с Арменией погибли 18 тысяч азербайджанцев и около 50 тысяч получили ранения. В ходе официальных встреч в мае-июне 1994 года президент довёл количество погибших в войне азербайджанцев до 21 тысячи.
Отвечая на вопрос корреспондента телеканала «Аль-Джазира» о числе погибших в карабахской войне, Ильхам Алиев сказал: «Существуют различные цифры, но, конечно же, во время боевых действий были потери. Во время войны от нас погибли и пропали без вести 12-15 тысяч человек. Какие потери понесли армяне, лучше знают сами армяне».
По официальным данным Государственной комиссии Азербайджана по делам без вести пропавших, пленных и заложников, на 1 января 2007 г. 4 566 граждан республики (3 662 — военнослужащие и 896 — гражданские лица) числятся без вести пропавшими. В период с 1992 по 2006 гг. освобождено из плена 1 389 граждан Азербайджана, а 451 человек погиб или был убит в плену.
В 2016 Госкомиссия по делам военнопленных, заложников и пропавших без вести заявила, что без вести пропавшими лицами зарегистрированы 3851 человек (в том числе 3118 военнослужащих), а ещё 1437 (из них 351 военнослужащий) человек были освобождены из армянского плена.
В 2021 году было официально заявлено, что азербайджанская сторона в списках пропавших без вести насчитывает 3890 человек, в том числе 3171 военнослужащий и 719 гражданских лиц.

## Поддержка

### Участие в войне Армении
С самого начала конфликта Армения отправляла помощь, вооружение и добровольцев в Карабах.
В период разгара войны, с 30 апреля по 12 ноября 1993 года, было принято четыре резолюции Совета Безопасности ООН (822, 853, 874 и 884). Ни в одной из них Армения не отмечалась, как противоборствующая сторона. Силами, противостоящими Азербайджану, резолюции называют «местные армянские силы» и «армян нагорно-карабахского региона Азербайджана». Армении адресовались призывы «продолжать оказывать» или «использовать своё влияние» на армян Нагорного Карабаха. Отдельно отмечается ухудшение отношений между Азербайджаном и Арменией. По мнению Владимира Казимирова, то, что в резолюциях Армения не характеризуется как противоборствующая сторона, является явной неточностью. Согласно ему, косвенно резолюции подводят к тому, что конфликт по конфигурации трёхсторонен.
Долгое время Армения старалась скрывать или минимизировать участие своих войск в боях в Нагорном Карабахе, а также не желала признать себя одной из сторон конфликта. Согласно шведскому политологу Сванте Корнелу, несмотря на имеющиеся доказательства, Армения продолжала отрицать факт, что её вооружённые силы оказывали поддержку боевикам в Нагорном Карабахе. Согласно историку Алексею Звереву, до лета 1992 года армии НКР оказывали поддержку небольшие контингенты добровольцев из собственно Армении, направлявшиеся в Карабах на ротационной основе. Армянские власти категорически отрицают официальное участие вооружённых сил самой Армении в карабахском конфликте, и, согласно исследователю, имеется мало данных об обратном. По мнению профессора Делавэрского университета, специалиста по этническим конфликтам и международной безопасности Стюарта Кауфмана, война велась номинально между армянами Карабаха и Азербайджаном, однако Армения играла ключевую роль в поддержке карабахских армян.
Как отмечает содиректор «Международного проекта документации военных преступлений» международной ассоциации юристов Венди Бетс, правительство Армении поддерживает требования карабахских армян, но не рассматривает себя в качестве стороны в конфликте. Армения отказалась от всех территориальных требований к Нагорному Карабаху и проводит политику неприменения силы. Её вооружённые силы не участвовали в активных боевых действиях. Несмотря на поддержку армян Карабаха, страх оказаться втянутым в конфликт и боязнь отчуждения международного сообщества не позволил Армении признать декларацию независимости Карабаха. Однако Армения оказывала логистическую и стратегическую поддержку карабахским армянам в форме продовольствия, топлива, предметов медицинского назначения и добровольцев. Согласно американскому журналисту и специалисту по Кавказу Томасу Де Ваалу, карабахская война представляла собой также конфликт между двумя государствами — Арменией и Азербайджаном.
Это было фактом для простых жителей Армении, граждане страны гибли в карабахском конфликте, что было трудно игнорировать. В течение нескольких месяцев после Ходжалинской резни карабахские армяне продолжали наступление при поддержке «добровольцев» из Армении (согласно Сванте Корнелу, на самом деле, особенно на поздней стадии войны, регулярных частей армянской армии). Поражения, которые армяне нанесли Азербайджану в 1993 году, эксперты связывают в большей степени с силами самообороны Карабаха, хотя к ним были причастны и регулярные армянские силы. В докладе, предоставленном Human Rights Watch, отмечается участие в Карабахской войне целых подразделений на недобровольческой основе. Этот факт подтверждается и заявлениями армянских военнопленных.

Назначенный в октябре 1992 года министром обороны Армении, Вазген Манукян, не скрывал что является сторонником признания независимости Нагорного Карабаха. Так, в разгар боевых действий в 1992 году он заявил, что «мир с азербайджанцами возможен только после победы, которая будет выражаться в полном контроле армянами над всей территорией Нагорного Карабаха». Манукян также признаёт, что публичные заверения, будто армянская армия не принимала участия в военных действиях, предназначались исключительно для зарубежной аудитории: 
Будьте уверены, что какие бы политические заявления мы ни делали, карабахская и армянская армия вели совместные боевые действия. Я не придавал значения тому, откуда мои солдаты — из Карабаха или Армении.
 После того как в августе 1993 года армянин из Карабаха Серж Саргсян получает пост министра обороны Армении, грань между вооружёнными силами Армении и Нагорного Карабаха была окончательно стёрта. Большая часть армянских солдат была гражданами Армении, и попытки последней отрицать своё участие в войне против Азербайджана уже никого не убеждали. В разгар военных действий, который пришёлся на 1993 год, на армянской стороне кроме карабахских армян и армянских добровольцев из других стран уже воевали и регулярные вооружённые силы Армении. Как отмечает американский дипломат, сотрудничавший с Минской группой ОБСЕ, Филипп Ремлер, военные операции против Азербайджана, в частности захват Кельбаджара, были предприняты с территории Армении. Основной удар был нанесён со стороны Варденисского района Армении, хотя этот факт всячески отрицался. Согласно Вазгену Манукяну, он намеренно скрыл от Тер-Петросяна информацию о масштабе участия армии Армении в захвате Кельбаджара. После этого наступления Генеральный секретарь ООН Бутрос Гали сделал заявление, в котором отметил, что уровень тяжёлого вооружения, используемого на стороне карабахских армян, указывает на участие в войне армии Армении. В период наступления карабахских армян в августе 1993 года поступали сообщения и об участие армии Армении, а также совершении серьёзных нарушений прав человека этими силами. По информации официального представителя МККК в регионе Майкла Тшанса о присутствии военных сил из Армении в Зангеланском районе:
Азербайджанцы сражаются на двух фронтах … По нашим сведениям, армяне из Армении пересекли границу и оккупировали некоторые деревни в провинции Зангелан.
Согласно данным сотрудников правозащитной организации Human Rights Watch, в 1994 году опросивших военнослужащих на улицах Еревана, 30 % опрошенных несли военную службу в регулярной армии Армении и принимали участие в военных действиях в Карабахе.
Последняя фаза карабахской войны оказалась самой кровавой. «Настоящая война началась 7 декабря 1993 г. и продолжалась до 12 мая 1994 года, — вспоминал Тер-Петросян. — Это была война, когда обе стороны располагали настоящими армиями». По его оценке, азербайджанская армия насчитывала 100 тысяч человек, армянская — 35 тысяч. Впервые обе стороны сделали ставку на молодых неопытных призывников, которые тысячами гибли в ожесточённых боях. Во время битвы за Омарский перевал против азербайджанской армии воевали призывники Ванадзорской дивизии из Армении. 26 апреля 1994 года депутат парламента Армении Ашот Блеян обвинил правительство Армении в ведении необъявленной войны, в которой «только в течение последних трёх-четырёх месяцев были убиты 1000 армянских юношей».
Кроме того, Арменией оккупирован ряд населённых пунктов Азербайджана, не связанных с Нагорным Карабахом — Кярки, Нижняя Аскипара, Верхняя Аскипара, Кушчу-Айрум и Бархударлы.
12 мая 1994 года соглашение о прекращении огня было подписано тремя сторонами конфликта, чьи вооружённые силы реально принимали участие в этом конфликте. Со стороны Армении документ подписал министр обороны.

### Наёмники и инструкторы
С момента начала боевых действий обе стороны стали обвинять друг друга в использовании наёмников, что нередко подтверждалось.
На стороне Азербайджана сражались афганские моджахеды, российская армия и чеченские наёмники, в числе которых были известные полевые командиры Шамиль Басаев, Хаттаб
и Салман Радуев. Воевавший в Карабахе азербайджанский полковник Азер Рустамов рассказывал: «В этих боях неоценимую помощь нам оказали около сотни чеченских добровольцев во главе с Шамилем Басаевым и Салманом Радуевым. Но и они из-за больших потерь вынуждены были покинуть поле боя и уйти». Согласно бывшему начальнику штаба союза армянских добровольцев «Еркрапа», заместителю министра по чрезвычайным ситуациям Армении генерал-майору Аствацатуру Петросяну, летом 1992 года на стороне азербайджанцев воевали порядка 400 чеченских боевиков под руководством Басаева, причём «3-го июля 1992 года во время операции по освобождению села Кармраван 120 чеченских боевиков попало в плен. Многие погибли. После чего Шамиль Басаев больше не вернулся в Карабах». В Азербайджане также действовали турецкие, российские, иранские и, предположительно, американские инструкторы.
Во время летнего наступления азербайджанских войск в 1992 году на азербайджанской стороне воевал российский 328-й воздушно-десантный гвардейский полк под командованием Владимира Шаманова. Позже экс-министр обороны Азербайджана Рагим Газиев, известный своей пророссийской позицией, связывал участие десантников с прямым приказом министра обороны РФ Грачёва: «Благодаря моим хорошим отношениям с Грачёвым, мы при разделе имущества советских войск (которые покинули страну всего за три месяца) получили намного больше, чем предусматривалось. Не забывайте и про Агдеринскую операцию, которую провели российские десантники. Армянам там хорошенько надавали. А ведь приказ помочь нам дал именно Грачёв. Не стоит забывать, что тогда мы освободили 52 % территории бывшей НКАО. И это благодаря поддержке российских войск».
В 1994 году на Украине были раскрыты две сети по вербовке наёмников на карабахскую войну. Летом был арестован азербайджанец Физули Вердиев, завербовавший 156 человек. Осенью была раскрыта сеть, организованная человеком, известным как Фидель, который вербовал солдат для обеих сторон конфликта.
В середине августа 1993 года замминистра внутренних дел Азербайджана Ровшан Джавадов совершил поездку в Афганистан, где он встретился с премьер-министром страны Гульбеддином Хекматияром, лидером движения Хезб и-Ислами и одним из руководителей борьбы против советских войск во время Афганской войны. Осенью в Азербайджан прибыли первые афганские моджахеды, большинство из которых были бойцами Хезб и-Ислами.
На стороне Армении сражались армянские добровольцы, приехавшие из ближневосточных стран. В феврале 1992 года сирийская армянская община признала участие её представителей в боевых действиях в Карабахе . Наиболее известными из них являлись ливанские армяне, такие как член террористической организации АСАЛА, руководитель ASALA-RM (ASALA-Революционное движение) Монте Мелконян, ставший одним из организаторов и руководителей армянских сил в Нагорном Карабахе, а также активист ливанской организации партии «Дашнакцутюн» Жирайр Сефилян. Кроме того, приняли участие выходцы из Южной Осетии (наиболее известный из них — Мирза Абаев).
В военных действиях на стороне как Азербайджана, так и НКР также участвовали бывшие военнослужащие Советской Армии и наёмники из бывших союзных республик. В июне 1992 года Совет самообороны НКР принял решение расстреливать наёмников. 10 сентября того же года азербайджанским силам удалось задержать шестерых бывших российских солдат, воевавших в Карабахе на армянской стороне. Военная коллегия Верховного суда Азербайджана признала их виновными в «проведении диверсий и убийстве более 30 азербайджанских солдат» и 12 мая 1993 года пятерых из них приговорила к смертной казни, а одного — к 15 годам лишения свободы. В свою очередь, министерство обороны Армении в феврале 1994 года заявило, что около Вардениса был сбит азербайджанский Су-25 и захвачен татарский наёмник из Кыргызстана. В ходе расследования прокуратуры Московского военного округа о причастности российских военкоматов к вербовке солдат в азербайджанскую армию было установлено, что только в декабре 1993 года в российских военкоматах было собрано около ста человек, которые вылетели в Карабах.

### Поставки вооружения
В феврале 1993 года в Лондоне были убиты советник президента Чеченской Республики Ичкерия по внешнеэкономическим вопросам Руслан Уциев и его брат Назарбек. По данным английского следствия, убийцы действовали по заданию армянской разведки. У братьев было задание чеченского правительства провести переговоры о печатании чеченских денег и паспортов, а также договориться о поставках 2 тысяч портативных ракет «Стингер» типа «земля — воздух» для Азербайджана.
В статье в газете «Коммерсант» от 10 сентября 1993 года журналист Георгий Бовт писал о существовании воздушного моста между Сирией и Степанакертом, по которому сирийская армянская диаспора снабжала Нагорный Карабах оружием и продовольствием.

## Нарушения прав человека
В докладе Human Rights Watch говорилось о серьёзных нарушениях Женевских конвенций в зоне Карабахского конфликта. Азербайджан в докладе обвинялся в неизбирательном использовании своих воздушных сил, которое приводило к жертвам среди гражданского населения, а также в захвате заложников, жестоком обращении с ними и возможной казни заключённых. Согласно докладу, армянским силам Нагорного-Карабаха инкриминировалось насильственное перемещение азербайджанского населения, а также обстрел гражданского населения, захват гражданских объектов, грабежи и поджоги гражданских домов, взятие заложников и вероятную казнь заключённых военнопленных. ВС Армении обвинялись в захвате и удерживании заложников, а также вероятном убийстве военнопленных. По этому поводу Human Rights Watch в своём докладе озвучила ряд рекомендаций, обращённых к правительствам Азербайджана и Армении, а также к лидерам Нагорного Карабаха, целью которых являлось предотвращение нарушений Женевских конвенций.
Посол Армении в России, Феликс Мамиконян в 1993 году признал факты нападения на азербайджанских мирных жителей, но заявил, что они являются не результатом целенаправленной политики, а действиями отдельных армянских солдат, мстящих за нападения азербайджанцев на армянские села. К 2022 году Военная прокуратура Азербайджана возбудила уголовные дела против 306 лиц, обвинявшихся в нарушении законов и обычаев войны, нарушении норм международного права во время вооружённых конфликтов, применении пыток, терроризме, совершении умышленных убийств, депортаций и актов геноцида в период Первой карабахской войны, жертвами которых стало мирное населения города Ходжалы, посёлка Киркиджан, сёл Карадаглы, Мешали и Баганис-Айрум. В июле 2023 года на погранично-пропускном пункте в Лачинском районе, при попытке выехать в Армению, был задержан 68-летний армянин-уроженец села Бадара Аскеранского района, обвинявшийся в причастности к преступлениям против мирного населения села Мешали 22 декабря 1991 года, в ходе которых было убито 25, ранено 14 и выселено с мест проживания 358 азербайджанцев. В сентябре 2023 года, во время боевых действий в Нагорном Карабахе, в своём доме был арестован 71-летний армянин-уроженец села Гетаван Мардакертского района, подозреваемый в совершении военных преступлений в составе армянских вооружённых формирований в 1992 году, в частности в попытках скрыть факты грабежа имущества азербайджанцев и совершённых массовых убийств в Ходжалы. В ноябре 2023 года обвинения в пытках военнопленных и мирных жителей во время событий в Ходжалы были предъявлены 61-летнему жителю села Хндзристан, задержанному в августе у села Забух Лачинского района, при попытке пересечь армяно-азербайджанскую границу.

## Судьба пленных
Первый обмен пленными состоялся в мае 1995 года, через год после прекращения огня. Около 90 человек власти Нагорного Карабаха отказались возвращать, требуя от Азербайджана передачи не только пленных и заложников, но и 30 армян, отбывавших наказание и находящихся под следствием в Азербайджане. В 1996 году это требование было выполнено, и состоялся ещё один обмен «всех на всех». В 1997 году арестованные годом ранее в Азербайджане житель России и шесть армян были обменены на четырёх азербайджанцев, удерживавшихся в Нагорном Карабахе.

## В массовой культуре

### Кинематограф
- Зов (1993, Азербайджан)
- Крик (1993, Азербайджан)
- Всё к лучшему (1997, Азербайджан)
- Сары Гялин (1998, Азербайджан)
- Взлётная полоса (2005, Азербайджан)
- Прогулка в Карабах (2005, Грузия/Чехия)
- Нестреляные патроны (2006, Армения)
- История людей на войне и в мире (2007, Армения)
- Дом, который стрелял (2009, Нагорно-Карабахская Республика)
- Град (2012, Азербайджан)
- Ходжа (2012, Азербайджан)
- Если все (2012, Армения)
- Бесконечное бегство, вечное возвращение (2014, Армения)

## Комментарии
1. ↑  В список также включены мирные жители, ставшие жертвами погромов между 1988 и 1992. В этот период большая часть жертв приходилось на мирное население

### Исторические обзоры
- Charalampidis, Ioannis. Sponsored To Kill: Mercenaries and Terrorist Networks in Azerbaijan (англ.). — Moscow: "MIA" Publishers, 2013. — ISBN 978-5-9986-0115-6.
- Cheterian, Vicken. War and Peace in the Caucasus: Russia's Troubled Frontier (англ.). — New York: Columbia University Press, 2011. — ISBN 9780231700658.
- Cox, Caroline and John Eibner (1993). Ethnic Cleansing in Progress: War in Nagorno Karabakh. Zürich; Washington: Institute for Religious Minorities in the Islamic World.
- Croissant, Michael P. The Armenia-Azerbaijan Conflict: Causes and Implications (англ.). — Westport, Connecticut: Greenwood Publishing Group, 1998. — ISBN 9780275962418.
- Curtis, Glenn E (1995). Armenia, Azerbaijan and Georgia Country Studies. Washington D.C.: Federal Research Division Library of Congress.
- de Waal, Thomas. Black Garden: Armenia and Azerbaijan Through Peace and War[англ.] (англ.). — New York: New York University Press, 2003. — ISBN 9780814719459.
- Freire, Maria Raquel (2003). Conflict and Security in the Former Soviet Union: The Role of the OSCE. Burlington, VT: Ashgate.
- Griffin, Nicholas (2004). Caucasus: A Journey to the Land Between Christianity and Islam. Chicago: University of Chicago Press.
- Karny, Yo’av (2000). Highlanders: A Journey to the Caucasus in Quest of Memory. New York: Douglas & McIntyre.
- Libaridian, Gerard (1988). The Karabagh file: Documents and facts on the region of Mountainous Karabagh, 1918—1988. Cambridge, Mass: Zoryan Institute; 1st ed.
- Human Rights Watch. Azerbaijan: Seven Years of Conflict in Nagorno-Karabakh (англ.). — New York, 1994. — ISBN 1-56432-142-8.
- Joseph R. Masih, Robert O. Krikorian. Armenia At the Crossroads (англ.). — Amsterdam: Harwood Academic Publishers, 1999. — 142 p. — ISBN 9789057023446.

### Конкретные вопросы и сроки
- André Widmer (2013). The Forgotten Conflict — Two Decades after the Nagorno-Karabakh war. ISBN 978-3-033-03809-7.
- Chrysanthopolous, Leonidas T (2002). Caucasus Chronicles: Nation-building and Diplomacy in Armenia, 1993—1994. Princeton: Gomidas Institute.
- Goltz, Thomas (1998). Azerbaijan Diary: A Rogue Reporter’s Adventures in an Oil-Rich, War-Torn, Post-Soviet Republic. New York: M.E. Sharpe ISBN 0-7656-0244-X
- Hakobyan, Tatul[англ.]. Կանաչ ու Սև: Արցախյան օրագիր [Green and Black: An Artsakh Diary] (арм.). — Yerevan-Stepanakert, 2008.
- Kaufman, Stuart (2001.). Modern Hatreds: The Symbolic Politics of Ethnic War. New York: Cornell Studies in Security Affairs.
- Hovannisian, Richard G. «The Armeno-Azerbaijani Conflict Over Mountainous Karabagh.» Armenian Review, XXIV, Summer 1971.
- Hovannisian, Richard G. «Mountainous Karabagh in 1920: An Unresolved Contest.» Armenian Review, XLVI, 1993, 1996.
- Malkasian, Mark (1996). Gha-Ra-Bagh!: The Emergence of the National Democratic Movement in Armenia. Wayne State University Press.
- Rost, Yuri (1990). The Armenian Tragedy: An Eye-Witness Account of Human Conflict and Natural Disaster in Armenia and Azerbaijan. New York: St. Martin’s Press
- Shahmuratian, Samvel (ed.) (1990). The Sumgait Tragedy: Pogroms Against Armenians in Soviet Azerbaijan. New York: Zoryan Institute.
- Taarnby, Michael. The Mujahedin in Nagorno-Karabakh: A Case Study in the Evolution of Global Jihad (англ.). — Real Instituto Elcano[исп.], 2008.

### Международные реакции и воспоминания
- Помпеев Ю. А. Кровавый омут Карабаха. — Баку, издательство «Азербайджан», 1992. — 208 с.

### Биографии
- Melkonian, Markar[англ.]. My Brother's Road: An American's Fateful Journey to Armenia[англ.] (англ.). — London: I. B. Tauris, 2005. — ISBN 1-85043-635-5.